# Erik Larsson (kötélhúzó)
Erik Victor Larsson (Svédország, Örebro megye, Örebro község, Axberg, 1888. május 14. – Svédország, Stockholm, 1934. augusztus 23.) olimpiai bajnok svéd kötélhúzó.
Az 1912. évi nyári olimpiai játékokon indult kötélhúzásban svéd színekben. A Stockholmi Rendőrség csapatában volt tag. Rajtuk kivül csak a brit csapat, a Londoni Rendőrség indult, így csak egy mérkőzés volt, amit ők nyertek.